# Donk (Herk-de-Stad)
Donk is een dorp in de Belgische provincie Limburg, en een deelgemeente van de gemeente Herk-de-Stad. Het was een zelfstandige gemeente tot het bij de fusie van 1971 toegevoegd werd aan de gemeente Herk-de-Stad.
Donk is een landbouw- en woondorp in het westen van de gemeente Herk-de-Stad aan de N2, de weg van Hasselt naar Diest. De dorpskern bevindt zich ten zuiden van de steenweg.  

Sinds 2025 is er een vzw 'Donk Leeft' actief die activiteiten organiseert om de inwoners te verenigen.  

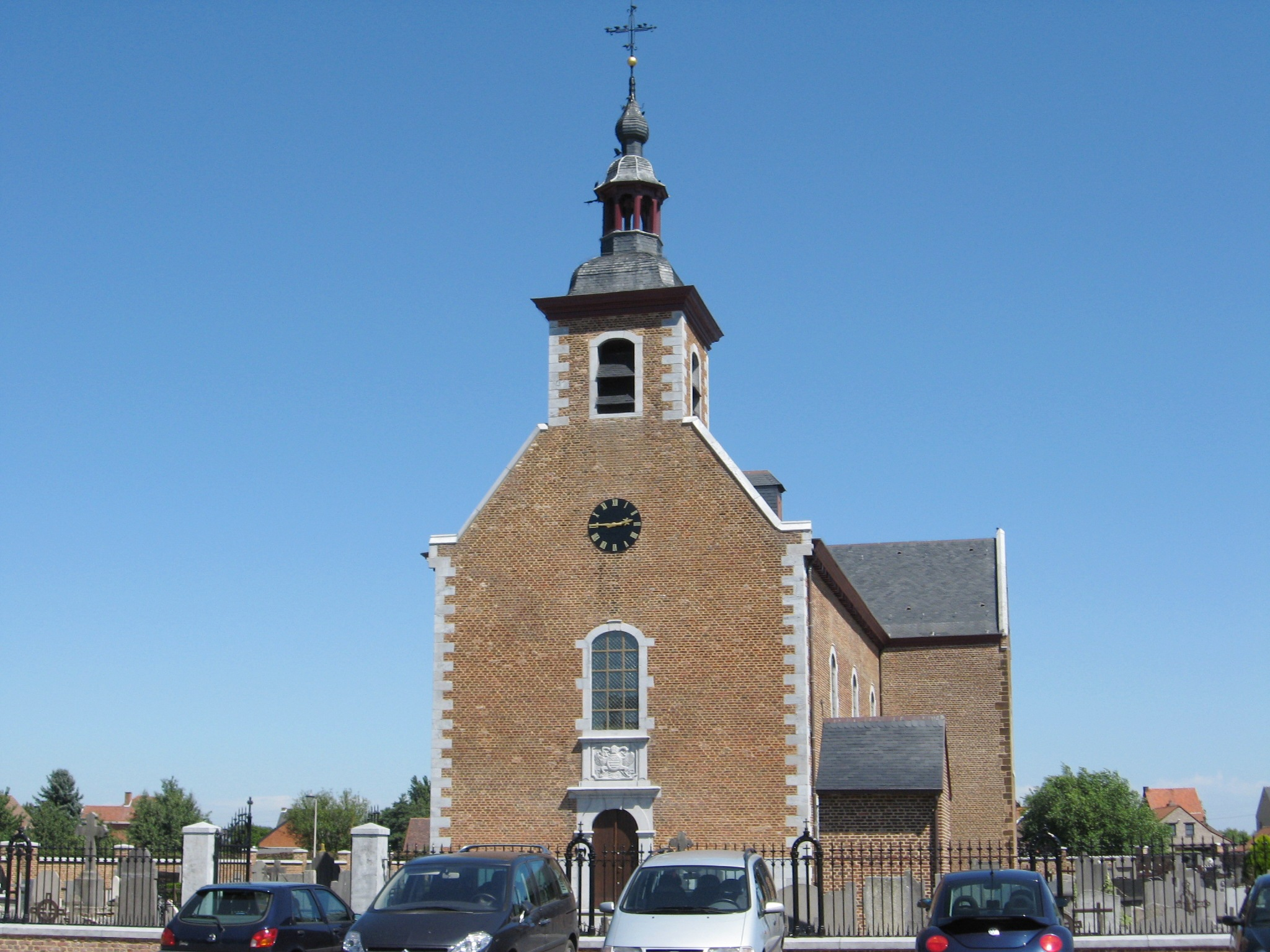
De Onze-Lieve-Vrouw-Geboortekerk

## Etymologie
De eerste vermelding van ‘Dungo’ dateert van 741. Dungo is afgeleid van het germaanse ‘dunga’ wat betekent een kleine verhevenheid, zandige opduiking in het moeras.

## Geschiedenis
Het document uit 741 maakt melding van de schenking van Donk door de Graaf van Haspengouw aan de Abdij van Sint-Truiden. Donk is een van de oudste parochies van Limburg. Donk is ontstaan op een zandige opduiking te midden van het laaggelegen en drassig alluviaal gebied ter hoogte van de samenvloeiing van Demer, Herk en Gete. Tot aan de 16de eeuw was Donk een religieus centrum. De bidplaats was moeilijk te bereiken in een gebied dat regelmatig onder water liep, maar was daardoor ook bijzonder geschikt als toevluchtsoord. Het broek bleef een moeras dat de monniken tevergeefs hadden geprobeerd vruchtbaar te maken door Demer, Herk en Vlootgracht naar nieuwe beddingen te hergraven. De 16de eeuw betekende de teloorgang van ‘Donck’. Door het stuwen van het water in de omgeving van Diest ging de inwoners zich steeds meer zuidwaarts vestigen.
Na deze periode van verval besloot de abt Leonard Betten (1586-1607) de kerk van Donk weer in haar oorspronkelijke staat op te bouwen. Ten gevolge van de toenemende overstromingen werd aan de overzijde van de weg Diest-Hasselt een kapel opgericht ter ere van Onze-Lieve-Vrouw en St.-Trudo. Deze kapel deed tijdens de winterperiode ook dienst als parochiekerk. Na aandringen van de bevolking werd op een nieuwe plaats de huidige kerk van Donk opgericht. In 1753 werd dat bedehuis plechtig ingewijd. Eind 19e eeuw werd deze kerk vergroot, en na zware beschadigingen in 1940 werd ze nog tijdens de oorlogsjaren gerestaureerd. In 1970 werd Donk bij Herk-de-Stad gevoegd.

## Demografische ontwikkeling
- Bronnen:NIS, Opm:1831 tot en met 1970=volkstellingen; 1976 = inwoneraantal op 31 december

## Bezienswaardigheden
- De classicistische Onze-Lieve-Vrouw Geboortekerk uit 1752 met ingebouwde toren. In 1895 werd de kerk uitgebreid met een transept. In 1940 werd de kerk zwaar beschadigd maar na de Tweede Wereldoorlog werd ze volledig hersteld. Nadat de kerk in 1986 samen met het kerkhof en de daarop liggende kapel werden beschermd als monument werd de kerk in 1988 volledig gerestaureerd.
- De pastorie uit 1760, eveneens in classicistische stijl werd in 1974 beschermd als monument. De pastorie werd in 1982 volledig gerestaureerd. Het oorspronkelijk interieur van de pastorie is goed bewaard gebleven.
- Het classicistische Kasteel van Landwijk uit de 18de eeuw dat reeds in de 12de eeuw werd vermeld. Het kasteel is aan de Gete gelegen en is gebouwd in een U-vorm.
- Het Kasteel van Hamont is een grote vierkantshoeve uit het tweede deel van de 18de eeuw en ligt aan de Melsterbeek.
- Brouwerij De Goudster

## Natuur en landschap
De deelgemeente Donk grenst in het noorden aan de Herk en in het westen wordt de grens gevormd door de Gete. Op de grens van Donk met Halen stroomt de Gete in de Herk die even verderop in de Demer uitmondt. De bodem is zandig en de hoogte bedraagt 21 tot 27 meter. Het zuiden van de deelgemeente heeft nog een duidelijk agrarisch karakter en zijn er nog een aantal historische boerderijen aanwezig. Dit behoort tot het Hageland.
De Donckgaerd werd in 1994 aangelegd in de nabijheid van kerk en pastorie. Het is een boomgaard met zeldzame fruitrassen en streekeigen fruitvariëteiten. Deze boomgaard, aangelegd door de Nationale Boomgaarden Stichting, werd in 2014 bedreigd door verkoop en verkaveling.

## Nabijgelegen kernen
Halen, Herk-de-Stad, Geetbets, Rummen
Deelgemeenten: Berbroek · Donk · Herk-de-Stad · Schulen

Dorpen: Schakkebroek

Belgische gemeenten · Arrondissement Hasselt · Limburg · Vlaanderen
1. ↑  Donk Leeft – Samen voor een hechter Donk (2 augustus 2025). Geraadpleegd op 30 juli 2025.